# Irene Paredes
Irene Paredes Hernández (Legazpia, Guipúzcoa, 4 de julio de 1991) es una futbolista española. Juega como defensa en el F. C. Barcelona de la liga F de España.
Es internacional con la selección de España desde el 2011. En 2017 fue destacada como una de las mejores defensas centrales del mundo. En 2023 se proclama campeona del mundo con su selección en la Copa del Mundo Australia/Nueva Zelanda 2023. 

## Trayectoria
Comenzó en el equipo local de Legazpi, la Sociedad Deportiva Ilintxa, en la temporada 2005-06, pero al desaparecer el equipo local una temporada después pasó a la Sociedad Deportiva Urola. Un año después se incorporó al Club Deportivo Zarautz, antes de, nuevamente tras una temporada, recalar en la Real Sociedad de Fútbol donde permaneció hasta 2011.
En la temporada 2011-12 fichó por el Athletic Club donde jugó cinco temporadas siendo un pilar fundamental en la defensa y marcando nueve goles en la liga conseguida por las bilbaínas en la temporada 2015-16.
En 2016 firmó por el París Saint Germain Football Club —donde coincidió con su compañera de selección Vero Boquete—, club con el que posteriormente renovó su contrato hasta 2021.
El 8 de julio de 2021 se hace oficial su fichaje por el F. C. Barcelona de la Primera División de España firmando un contrato por dos temporadas. Ha renovado su contrato con el F. C. Barcelona por dos temporadas más hasta el 30 de junio de 2025, club con el que consiguió la Liga de Campeones en 2023. 
Fue campeona del mundo el 20 de agosto de 2023, en el partido que enfrentó a España con Inglaterra, y que venció por 1-0, siendo la única jugadora española que participó en todos los partidos del campeonato disputando todos los minutos del torneo.

## Estilo de juego
Irene Paredes es una central autoritaria, de buena técnica, físico imponente y buena salida de balón, lo que la hace dominadora del juego aéreo por lo que suele incorporarse con peligro a las jugadas de ataque a balón parado.

## Selección nacional
Desde 2011 es internacional con la selección española, con la que ha disputado más de 110 partidos. En 2017 fue incluida en el mejor once mundial elegido por el sindicato de futbolistas.

## Estadísticas

### Clubes
Actualizado al último partido disputado el 7 de junio de 2025.
| Club                        | Div.                | Temporada           | Liga  | Liga  | Copa  | Copa  | Continental | Continental | Total | Total |
| Club                        | Div.                | Temporada           | Part. | Goles | Part. | Goles | Part.       | Goles       | Part. | Goles |
| --------------------------- | ------------------- | ------------------- | ----- | ----- | ----- | ----- | ----------- | ----------- | ----- | ----- |
| Real Sociedad · España      | 1.ª                 | 2008-09             | 27    | 0     | 0     | 0     | –           | –           | 27    | 0     |
| Real Sociedad · España      | 1.ª                 | 2009-10             | 28    | 4     | 2     | 0     | –           | –           | 30    | 4     |
| Real Sociedad · España      | 1.ª                 | 2010-11             | 27    | 2     | 5     | 1     | –           | –           | 32    | 3     |
| Real Sociedad · España      | Total club          | Total club          | 82    | 6     | 7     | 1     | –           | –           | 89    | 7     |
| Athletic Club · España      | 1.ª                 | 2011-12             | 33    | 3     | 2     | 0     | –           | –           | 35    | 3     |
| Athletic Club · España      | 1.ª                 | 2012-13             | 19    | 2     | 2     | 1     | –           | –           | 21    | 3     |
| Athletic Club · España      | 1.ª                 | 2013-14             | 30    | 2     | 5     | 0     | –           | –           | 35    | 2     |
| Athletic Club · España      | 1.ª                 | 2014-15             | 21    | 3     | 1     | 0     | –           | –           | 22    | 3     |
| Athletic Club · España      | 1.ª                 | 2015-16             | 25    | 8     | 1     | 0     | –           | –           | 26    | 8     |
| Athletic Club · España      | Total club          | Total club          | 128   | 19    | 11    | 1     | –           | –           | 139   | 20    |
| Paris Saint-Germain Francia | 1.ª                 | 2016-17             | 18    | 2     | 2     | 0     | 9           | 3           | 29    | 5     |
| Paris Saint-Germain Francia | 1.ª                 | 2017–18             | 20    | 3     | 5     | 2     | –           | –           | 25    | 5     |
| Paris Saint-Germain Francia | 1.ª                 | 2018–19             | 12    | 2     | 3     | 0     | 4           | 0           | 19    | 2     |
| Paris Saint-Germain Francia | 1.ª                 | 2019–20             | 14    | 0     | 5     | 2     | 5           | 0           | 25    | 2     |
| Paris Saint-Germain Francia | 1.ª                 | 2020–21             | 21    | 6     | –     | –     | 6           | 2           | 27    | 8     |
| Paris Saint-Germain Francia | Total               | Total               | 85    | 13    | 15    | 4     | 24          | 5           | 125   | 22    |
| F. C. Barcelona · España    | 1.ª                 | 2021–22             | 24    | 4     | 4     | 0     | 10          | 1           | 38    | 5     |
| F. C. Barcelona · España    | 1.ª                 | 2022-23             | 25    | 2     | 0     | 0     | 11          | 2           | 37    | 4     |
| F. C. Barcelona · España    | 1.ª                 | 2023-24             | 18    | 0     | 5     | 0     | 6           | 0           | 31    | 0     |
| F. C. Barcelona · España    | 1.ª                 | 2024-25             | 23    | 2     | 3     | 1     | 7           | 1           | 33    | 4     |
| F. C. Barcelona · España    | Total club          | Total club          | 90    | 8     | 12    | 1     | 34          | 4           | 139   | 13    |
| Total en su carrera         | Total en su carrera | Total en su carrera | 452   | 52    | 52    | 7     | 85          | 12          | 590   | 71    |

## Palmarés

### Títulos nacionales
| Título             | Club                      | País    | Año  |
| ------------------ | ------------------------- | ------- | ---- |
| Campeonato de Liga | Athletic Club             | España  | 2016 |
| Copa               | París Saint-Germain F. C. | Francia | 2018 |
| Campeonato de Liga | París Saint-Germain F. C. | Francia | 2021 |
| Supercopa          | F. C. Barcelona           | España  | 2022 |
| Copa               | F. C. Barcelona           | España  | 2022 |
| Campeonato de Liga | F. C. Barcelona           | España  | 2022 |
| Supercopa          | F. C. Barcelona           | España  | 2023 |
| Campeonato de Liga | F. C. Barcelona           | España  | 2023 |
| Supercopa          | F. C. Barcelona           | España  | 2024 |
| Campeonato de Liga | F. C. Barcelona           | España  | 2024 |
| Copa               | F. C. Barcelona           | España  | 2024 |
| Supercopa          | F. C. Barcelona           | España  | 2025 |
| Campeonato de Liga | F. C. Barcelona           | España  | 2025 |
| Copa               | F. C. Barcelona           | España  | 2025 |

### Títulos internacionales
| Título            | Equipo          | Sede                      | Año  |
| ----------------- | --------------- | ------------------------- | ---- |
| Liga de Campeones | F. C. Barcelona | Eindhoven                 | 2023 |
| Copa Mundial      | España          | Australia y Nueva Zelanda | 2023 |
| Liga de Naciones  | España          | España                    | 2024 |
| Liga de Campeones | F. C. Barcelona | Bilbao                    | 2024 |

### Premios y reconocimientos
| Distinción                                                                      | Año     |
| ------------------------------------------------------------------------------- | ------- |
| Incluida en el once ideal de FIFPRO World XI.                                   | 2017    |
| Mejor deportista del año por la Asociación de la Prensa Deportiva de Guipúzcoa. | 2018    |
| Premio Marca al liderazgo y éxito personal.                                     | 2018    |
| Defensora de la Temporada de la UEFA Women's Champions League                   | 2020-21 |
| Incluida en el Mejor Once Femenino de The Best FIFA                             | 2024    |